# Josef Rödl
Josef Rödl (nascut el 1949 a Darshofen) és un director de cinema i guionista alemany. Des que es va graduar a la Universitat de Televisió i Cinema de Múnic, ha treballat en els camps del cinema, la televisió, l'òpera i el teatre. Va causar sensació el 1978 amb la seva pel·lícula de graduació a la Hochschule Albert – warum?, que es va rodar amb actors aficionats. Ha aparegut a la televisió diverses vegades, dirigint les sèries Tatort i Anwalt Abel. Del 2001 al 2016 va ensenyar com a professor a la Universitat de Televisió i Cinema de Múnic.

## Biografia
De 1964 a 1968 Rödl va treballar com a mecànic de vehicles de motor. Al mateix temps, va assistir a l'escola nocturna. De 1973 a 1976 va estudiar a la Universitat de Múnic de Cinema i Televisió, Departament III.
Rödl va implementar nombrosos projectes propis de llargmetratges, televisió, curtmetratges i òpera. Rödl també es va fer càrrec de la producció o coproducció de tota una sèrie de pel·lícules pròpies a través de Rübezahl-Filmproduktion GmbH i J.-Rödl-Filmproduktion. En fer-ho, es va assegurar l'ús de mitjans financers i persones en el panorama de la producció alemanya, que Rödl anomena "semiprofessional": A Alemanya no hi ha prou diners per a les demandes relativament altes".
L'any 2000 va ser nomenat professor de l'àmbit del disseny de producció (dramatúrgia de l'espai al cinema/en fotografia) a la Universitat de Ciències Aplicades de Rosenheim per tal d'assumir la responsabilitat del camp de nova creació de l'escenografia. L'any 2001, aquesta àrea es va integrar a la Universitat de Cinema i Televisió de Múnic, on Rödl va ocupar la Càtedra d'Espai Fílmic / Disseny de Producció fins al 2016.
L'any 2003, Josef Rödl va ser un dels membres fundadors de Deutsche Filmakademie.

## Filmografia (parcial)
- 1976 : Anna - Eine junge Bäuerin
- 1978 : Albert - warum?
- 1980 : Franz - Der leise Weg (TV)
- 1982 : Grenzenlos
- 1982 : Neues aus Uhlenbusch (sèrie TV)
- 1986 : Der wilde Clown
- 1993 : Alarm auf Station 2 (TV)
- 1993-2000 : Tatort (sèrie TV, 3 episodis)
- 1996 : Anwalt Abel (sèrie TV)
- 1998 : Schalom, meine Liebe (TV)
- 1998 : Hurenmord - Ein Priester schweigt (TV)
- 2006 : Spezlwirtschaft (sèrie TV)
- 2010 : Kabarett, Kabarett (TV)